# Bishopstone (Herefordshire)
Bishopstone – wieś w Anglii, w hrabstwie Herefordshire. Leży 10 km na zachód od miasta Hereford i 198 km na zachód od Londynu.